# ポンコツンデレな幼馴染
『ポンコツンデレな幼馴染』（ポンコツンデレなおさななじみ）は、海月れおなによる日本の漫画。『月刊少年マガジン』（講談社）にて、2016年4月号から同年6月号まで集中連載として連載後、ニコニコ静画内『別館月マガ』（同社）にて2016年4月1日より連載。ジャンルは「幼馴染 崩壊系コメディ」。
また、スピンオフ作品として『ポンコツが転生したら存外最強』がある（尚、作者は『ポンコツが転生したら存外最強』がスピンオフ扱いされているのは不服な模様）。尚、電子書籍版の『ポンコツンデレな幼馴染』はタイトルが『ポンコツンデレな幼馴染　～ポンコツが転生したら存外最強　外伝～』となっているため、こちらが現行の正式タイトルとなり、『ポンコツンデレな幼馴染』本編が『ポンコツが転生したら存外最強』の外伝扱いとなる。
『ポンコツンデレな幼馴染』4巻には5巻が出る旨が書かれているが実際には発売されることがなかった（発売するだけの話数が集まる前に『ポンコツが転生したら存外最強』に移行した）。『ポンコツが転生したら存外最強』5巻電子書籍版のみにおまけとして『ポンコツンデレな幼馴染』第26話、第27話が収録された。

## あらすじ
高校入学を機に子供のころに住んでいた街に単身戻ってきた神田翔太。そこで保育園の時代、幼馴染だった近藤早菜恵と再会するが、彼女は子供のころと変わらないどころかそれ以上のポンコツっぷりであった。さらに保育園時代の幼馴染、船見加奈と出会う。翔太と出会った早菜恵のポンコツンデレっぷりが暴走していく。

## 登場人物
神田 翔太（かんだ しょうた）
本作の語り部。高校入学を機に昔住んでいた父親の実家で一人暮らしをはじめる。早菜恵のポンコツをこじらせてしまったことに責任を感じている。
近藤 早菜恵（こんどう さなえ）
本作のヒロイン。翔太の保育園時代の幼馴染の一人。破壊的なポンコツ体質かつツンデレ。高校生になったタイミングではおねしょの癖が直っていなかった。小学校低学年男子とよく遊んでいる。体はかたいが運動神経はかなりあり、また重いものを片手で持ち上げる腕力がある。
船見 加奈（ふなみ かな）
翔太の保育園時代の幼馴染の一人。早菜恵とは小中学校も同じクラスだった。引っ込み思案だがしっかりした性格。巨乳。
神田 千代子（かんだ ちよこ）
翔太の妹。中学一年。翔太とは一緒に住んでいないが頻繁に顔を出す。まだ発育していないこともあり、他の女性の胸に嫉妬することがある。
長谷川 仁香（はせがわ にこ）
翔太のクラスメイト。当初、翔太と早菜恵が付き合っていると誤解していた。
ショータ（しょーた）
早菜恵が飼っているゴールデンレトリバー。女の子。翔太のことを好きになる。基本的には非常に賢いが、だんだんポンコツになりつつある。
三波 那美（みなみ なみ）
高校の保健室の先生。早菜恵がよく保健室に来ており、自身が園児を相手にする先生になりたかったこともあり、早菜苗の行動に理解を示す。
ショナエ（しょなえ）
カラスに襲われているところを翔太と早菜恵とで助けた子猫。最終的に翔太の家で飼うことになる。子猫ゆえかショータのようなポンコツっぷりはない。
近藤 紗那音（こんどう さなね）
早菜恵の姉。かなり良い大学に通っていたようだが早菜恵の発言からすると中退している模様。早菜恵と瓜二つだがしっかりしているというよりはしっかりしすぎている。翔太との昔の約束をこじらせて極度の無口になってしまった。

## 制作背景
担当編集者によると、当初は『月刊少年マガジン』で連載を目標としていたため、作者の海月れおなも担当編集者も「ポンコツ度を抑えたつもり」であったが、ニコニコ静画で本作に寄せられたコメントによると「どうやら全然抑えきれてない」という。

## 書誌情報
- 海月れおな 『ポンコツンデレな幼馴染』 講談社〈KCデラックス〉、既刊4巻（2018年6月15日現在）
  1. 2016年12月16日第1刷発行（同日発売[講 1]）、ISBN 978-4-06-393106-8
  2. 2017年6月16日第1刷発行（同日発売[講 2]）、ISBN 978-4-06-393218-8
  3. 2017年12月15日第1刷発行（同日発売[講 3]）、ISBN 978-4-06-510798-0
  4. 2018年6月15日第1刷発行（同日発売[講 4]）、ISBN 978-4-06-511595-4

### 講談社コミックプラス
以下の出典は『講談社コミックプラス』（講談社）内のページ。書誌情報の発売日の出典としている。
1. 1 2  “ポンコツンデレな幼馴染 (1)”. 2016年12月16日閲覧。
2. ↑  “ポンコツンデレな幼馴染 (2)”. 2017年6月16日閲覧。
3. ↑  “ポンコツンデレな幼馴染 (3)”. 2017年12月15日閲覧。
4. ↑  “ポンコツンデレな幼馴染 (4)”. 2018年6月15日閲覧。